# Aerosteon
Aerosteon – rodzaj teropoda z rodziny Neovenatoridae żyjącego 84 mln lat temu na terenie współczesnej Argentyny. Szczątki jego przedstawicieli odnaleziono po raz pierwszy w 1996 w prowincji Mendoza. Cechą charakterystyczną dinozaurów należących do tego rodzaju był układ oddechowy bardzo podobny do ptasiego. Jego nazwa oznacza „powietrzna kość” – pochodzi od greckich słów aeros („powietrze”) i osteon („kość”). Obejmuje jeden gatunek – Aerosteon riocoloradensis.

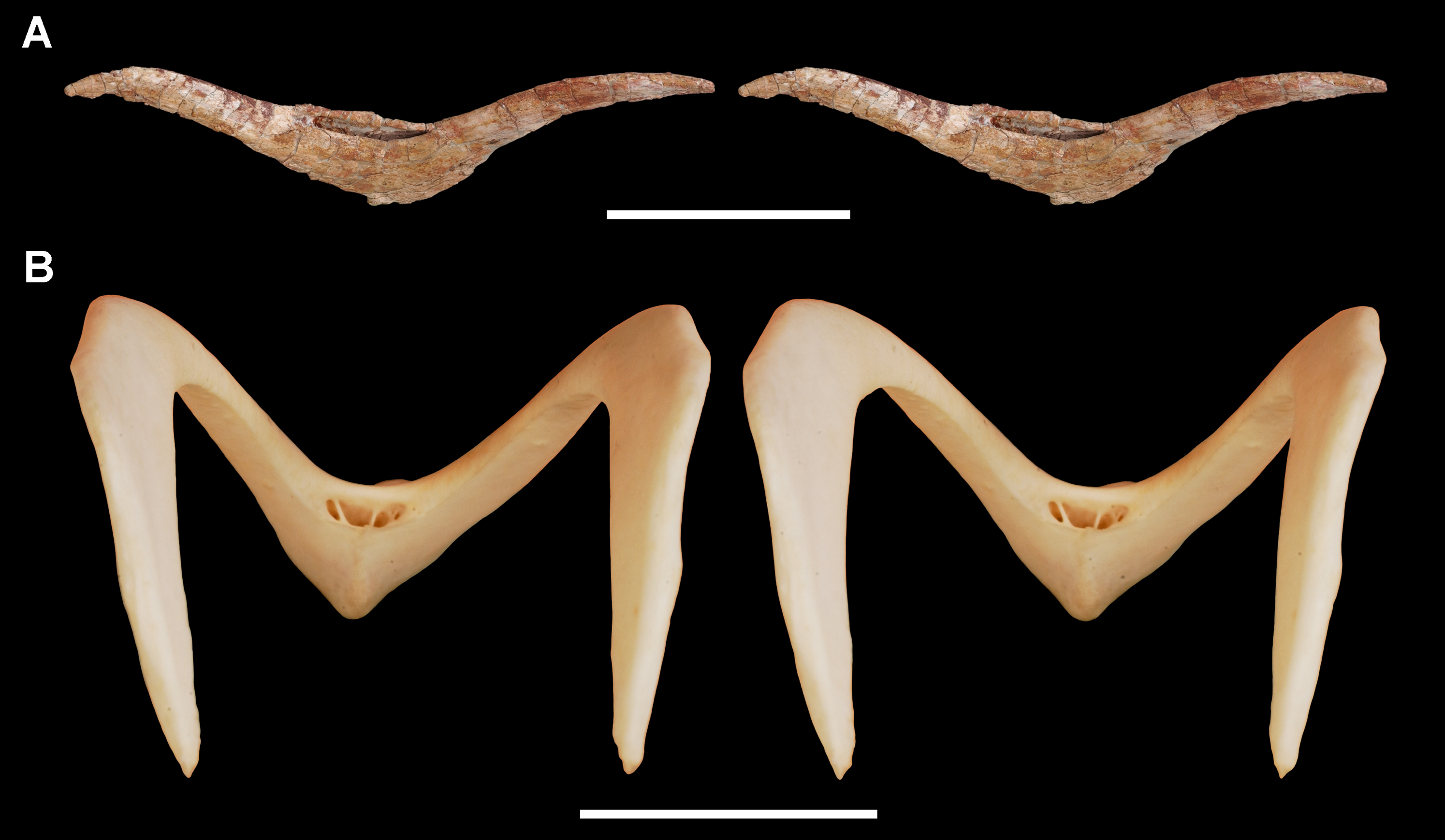
A – widełki aerosteona (biała kreska odpowiada 10 cm)
B – widełki bezpłetwca (biała kreska odpowiada 2 cm)

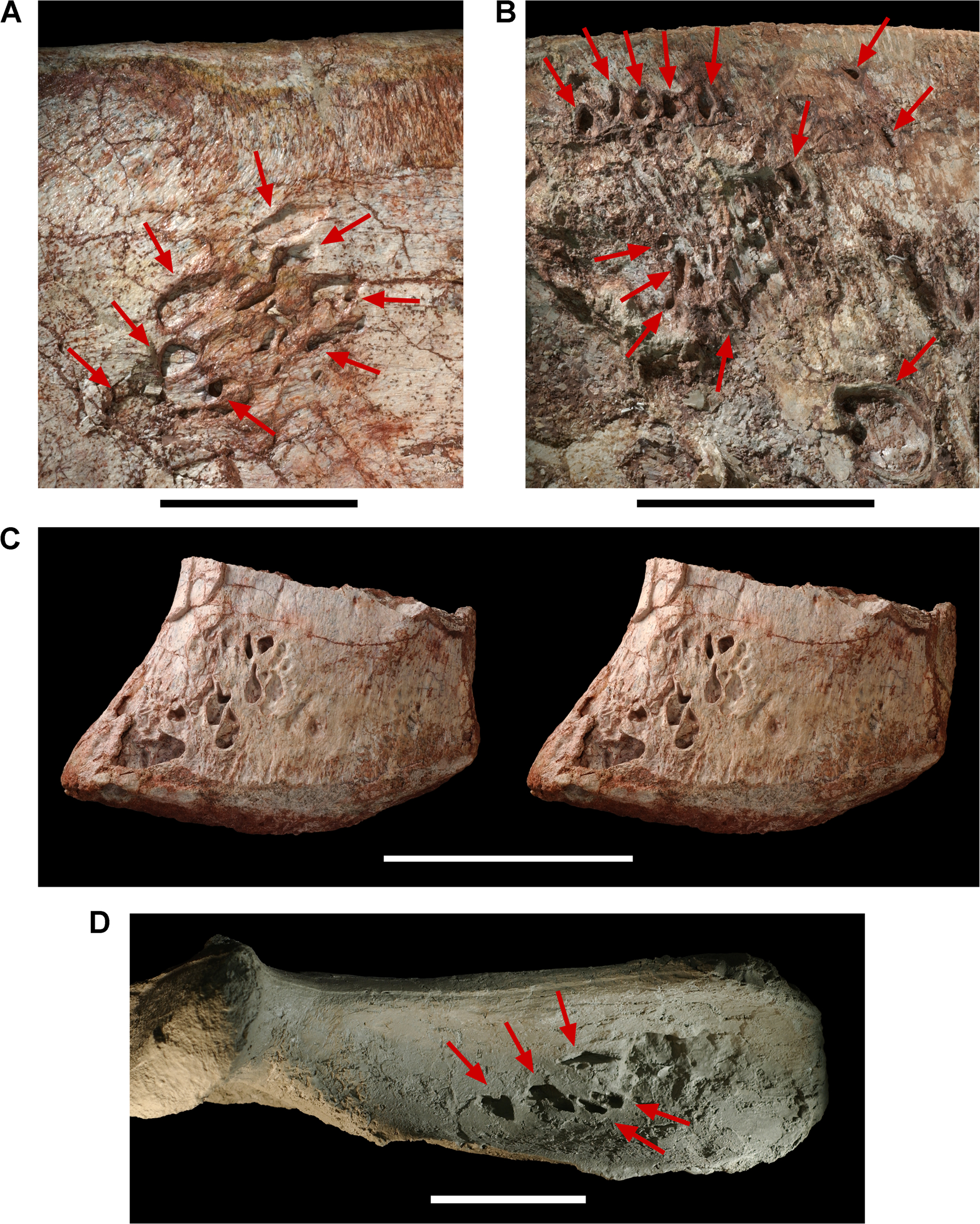
Pneumatyczne struktury w lewej kości biodrowej aerosteona

## Morfologia
Aerosteon był dużym dwunożnym drapieżnikiem mogącym prawdopodobnie osiągać rozmiary tyranozaura (12–13 m długości), jednak osobnik opisany przez Paula Sereno i współpracowników mierzył w chwili śmierci około 9–10 m długości. Przedstawiciele rodzaju Aerosteon żyli w późnej kredzie – około 84 mln lat temu (santon). Odkryto dotąd kilka kości czaszki, jeden ząb, kręgi szyjne, grzbietowe i krzyżowe, kości obręczy barkowej, kilka żeber, gastralia, widełki, lewą kość biodrową oraz kości łonowe. Ich budowa wskazuje, że zwierzę zmarło przed osiągnięciem pełnej dojrzałości. Zawierającą struktury pneumatyczne kość biodrową opisano początkowo jako wyjątkową pod tym względem wśród teropodów nienależących do maniraptorów, jednak złamana kość biodrowa neowenatora również ma wewnętrzne przestrzenie pneumatyczne. Pneumatyzacja widełek znacząco różni się od obecnej u innych nieptasich teropodów i prawdopodobnie jest cechą wysoce apomorficzną, zważywszy na pozycję filogenetyczną aerosteona.

## Filogeneza
Sereno i współautorzy spekulowali, że Aerosteon zdaje się nie należeć do żadnej grupy teropodów występujących na półkuli południowej pod koniec kredy (abelizaury, karcharodontozaury, spinozaury) i może być przedstawicielem nieznanej grupy bazalnych tetanurów. Budowa kości zdecydowanie odróżnia aerosteona od innych południowoamerykańskich teropodów: karnotaura, ilokelezji, irritatora, giganotozaura, mapuzaura oraz tyranotytana, jednak wykazuje kilka cech wspólnych z neowenatorem i karcharodontozaurami. Początkowo za najbliższego krewnego aerosteona uznano późnojurajskiego allozaura, jednak Sereno i współpracownicy nie przeprowadzili analizy filogenetycznej w celu dokładniejszego ustalenia jego pokrewieństwa, pozostawiając to późniejszym autorom. Pierwsza analiza kladystyczna uwzględniająca rodzaj Aerosteon została wykonana w 2010 roku przez Rogera Bensona i współpracowników – według niej Aerosteon to zaawansowany przedstawiciel nowo nazwanych kladów Neovenatoridae i Megaraptora, a jego taksonem siostrzanym jest Megaraptor.

## Historia odkryć
Pierwsze skamieniałości aerosteona zostały odkryte w prowincji Mendoza w Argentynie w 1996 roku i uznane za szczątki karcharodontozauryda. Pierwszy opis Aerosteon riocoloradensis jako nowego taksonu ukazał się we wrześniu 2008 roku na łamach internetowego czasopisma „PLoS ONE”, jednak jako taki nie spełniał zasad Międzynarodowego Kodeksu Nomenklatury Zoologicznej, który wymaga, aby opis taksonu ukazał się w formie drukowanej. Warunek ten w przypadku aerosteona został spełniony 21 maja 2009.

## Paleobiologia i paleoekologia

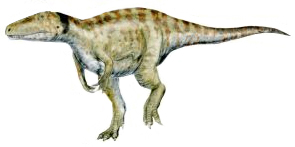
Aerosteon riocoloradensis

Niektóre kości aerosteona – takie jak widełki, kość biodrowa i gastralia – zawierają struktury podobne do worków powietrznych u współczesnych ptaków. Aerosteon, podobnie jak dzisiejsze ptaki, prawdopodobnie nie miał gruczołów potowych, występujących u ssaków i pomagających im w chłodzeniu krwi, więc worki powietrzne mogły pełnić taką właśnie funkcję.
Sereno i współpracownicy odnaleźli szczątki aerosteona w górnokredowych osadach formacji Anacleto w pobliżu Río Colorado wraz ze skamieniałościami krokodylomorfów oraz wielu innych zwierząt. Sereno ocenia, że przed 84 mln lat na tym terenie rosły bujne puszcze. Pospolicie występowały tam zauropody z grupy tytanozaurów. Benson i współpracownicy sugerują, że przedstawiciele grupy Megaraptora – do której należy również Aerosteon – mogli być w ekosystemach odpowiednikami celurozaurów, co pozwalało im współwystępować z dużymi karcharodontozaurami i abelizaurami.